# Raphael Montes
Raphael Montes (Rio de Janeiro, 22 de setembro de 1990) é um escritor e roteirista brasileiro de literatura policial.
Estima-se que, até janeiro de 2024, todos os seus livros juntos tenham vendido cerca de 500 mil cópias no Brasil e que a sua obra já tenha sido traduzida para 25 idiomas.

## Biografia
Raphael Montes estudou no tradicional Colégio de São Bento e formou-se em direito pela Universidade do Estado do Rio de Janeiro (UERJ).  Começou a se interessar pela literatura ainda criança, quando sua tia-avó lhe deu de presente o livro Um estudo em vermelho, de Sir Arthur Conan Doyle. Após concluir a sua leitura, ele sentiu a necessidade de não somente continuar a consumir esse tipo de literatura, mas também de produzi-la. Em entrevista, Montes conta que começou a escrever contos curtos quando tinha cerca de 13 anos para seus colegas de sala, fato que o tornou popular em sua turma, pois os demais alunos sempre queriam saber a continuação da história. Além disso, na adolescência, escrevia fanfics com os personagens de Agatha Christie numa comunidade de fãs da escritora no Orkut.

## Carreira

### Anos 2010
Estreou na literatura em 2009, publicando na antologia policial Assassinos S/A: contos policiais brasileiros (Editora Multifoco), pelas mãos do editor Frodo Oliveira e da organizadora Jana Lauxen[carece de fontes?] Seu primeiro conto a ganhar as páginas de um livro foi A professora, no volume 1 da antologia em questão. Publicou ainda na antologia Beco do Crime (Frodo Oliveira e André Esteves) também em 2009, pela mesma Editora Multifoco.[carece de fontes?]
Em 2012 lançou o seu primeiro romance, Suicidas, que foi finalista dos prêmios Benvirá. Mesmo não sendo o vencedor do prêmio, Thales Guaracy, editor da Benvirá na época, decidiu publicá-lo mesmo assim, por ter gostado muito da história e visto potencial no autor. Após o seu lançamento, o romance também foi finalista dos prêmios São Paulo e Biblioteca Nacional, sendo este último na categoria Machado de Assis (romance). Suicidas também ganhou adaptações para o teatro em 2015. Em entrevista, Montes comentou que escreveu o livro entre os seus 16 e 19 anos de idade, entre o final de seu ensino médio e os primeiros semestres da graduação.
Devido à indicação ao Prêmio São Paulo de Literatura, a editora Companhia das Letras entrou em contato com o autor para saber se ele tinha um novo romance para ser publicado. Raphael Montes respondeu que estava escrevendo Dias Perfeitos. Após esse contato, o livro foi publicado pouco após Raphael Montes concluir a graduação pela editora em questão. A obra foi lançada em mais de 14 países, incluindo Estados Unidos, Inglaterra, Espanha, Holanda, Itália e França. Esse romance, assim como Suicidas, teve os direitos vendidos para adaptação para o cinema. O sucesso dessa obra permitiu que Raphael Montes parasse de estudar para concursos públicos, sua principal atividade na época, e se dedicasse à literatura e cinema, um dos maiores sonhos de sua vida. Montes conta que, após lançar o livro Suicidas, sua mãe ficou chocada com a história e pediu para que o filho escrevesse uma história de amor. Foi a partir dessa sugestão que nasceu a ideia de escrever Dias perfeitos, história em que um psicopata sequestra uma mulher e decide mantê-la em cárcere privado com o intuito de fazê-la se apaixonar por ele. O Vilarejo, sua terceira publicação, é um livro de contos cujas histórias se passam num mesmo vilarejo e os seus personagens se encontram abandonados à própria sorte. A obra reúne sete contos, sendo que cada um gira em torno de um dos sete pecados capitais. Durante uma live feita no Instagram em maio de 2020, o autor revelou que, dentre todos os seus livros lançados até então, este é o favorito de sua mãe. Anos mais tarde, na Bienal do Livro de 2022, ocorrida em São Paulo, O Vilarejo entrou para a lista dos 10 livros mais vendidos durante o evento pela Editora Suma, que detém os seus direitos autorais. Montes foi, também, o único escritor brasileiro a figurar nessa lista.

Sua publicação lançada em 2016, o livro Jantar secreto, recebeu o seguinte elogio de Aguinaldo Silva:
| “ | (Raphael Montes) não é sócio do clubezinho fechado da metalinguagem, mas pratica a velha e boa ficção literária, mostra um perfeito domínio da arte, e produz histórias originais e palpitantes. (Jantar Secreto), tenho certeza, vai acabar se tornando um filme em Hollywood. | ” |

Montes também atuou como colunista do jornal O Globo de abril de 2015 a dezembro de 2018 e apresentou, entre abril de 2017 e fevereiro de 2019, o programa Trilha de letras, na TV Brasil, dedicado à literatura. Após a repercussão de uma reportagem sobre o autor publicada na revista Veja em fevereiro de 2020, Montes se tornou colunista da revista, publicando colunas quinzenais na mesma até maio de 2021.
Também em 2016, lançou, sob o pseudônimo Andrea Killmore, o livro Bom dia, Verônica, escrito em parceria com a escritora e criminologista brasileira Ilana Casoy. Em entrevista, o autor disse que gostou da ideia de lançá-lo sob um pseudônimo, pois assim experimentou novamente a sensação de ser lançado pela primeira vez no mercado editorial. O nome Andrea foi escolhido justamente por ser andrógino, o que combina com o fato da obra ter sido escrita por duas pessoas de sexos opostos, um homem e uma mulher. O sobrenome Killmore significa Mate mais em inglês. Somente em 2019, três anos após o lançamento, a "identidade" de Andrea foi divulgada pelo jornal Estadão e, mais tarde, a obra foi lançada numa nova edição, agora com os nomes dos autores originais. Antes de ser revelado os autores da obra, Bom dia, Verônica já havia vendido 10 mil exemplares no Brasil. Após fazerem essa revelação, os autores disseram que pretendem escrever mais dois livros nesse mesmo universo: Boa tarde, Verônica e Boa noite, Verônica. Cerca de um mês após a revelação, foi divulgada a notícia de que a Netflix estava produzindo uma série baseada em Bom Dia, Verônica.
Em agosto de 2018, o escritor carioca lançou o curso online Escreva seu romance, um curso de escrita criativa que teve por intuito ajudar escritores iniciantes ensinando técnicas de escrita literária. Em maio de 2019, lançou seu quinto livro, Uma mulher no escuro, pelo qual recebeu o Prêmio Jabuti na categoria Romance de Entretenimento. O livro chegou ao 11º da lista de mais vendidos da Revista Veja uma semana após o seu lançamento e ao oitavo lugar da lista de mais vendidos da PublishNews quinze dias após ter sido lançado. A obra foi o livro mais resenhado no Skoob durante o mês de julho desse mesmo ano.

### Anos 2020
Em abril de 2020, os filmes A Menina que Matou os Pais e O Menino que Matou Meus Pais, filmes em que Montes atuou como roteirista, seriam lançados nos cinemas brasileiros, mas o lançamento foi adiado devido à Pandemia de COVID-19. Os filmes em questão visam contar, juntos, a história real do assassinato dos pais de Suzane von Richthofen, sendo o primeiro baseado nos depoimentos da própria e o segundo, por sua vez, tendo como referência os depoimentos do namorado dela à época, Daniel Cravinhos. Os filmes acabaram sendo lançados no ano seguinte, em setembro de 2021, na plataforma de streaming da Amazon. Houve porém outro lançamento de Raphael Montes no meio audiovisual em 2020: o seriado Bom Dia, Verônica, baseado no livro escrito em parceria com Ilana Casoy e que contou com roteiro e produção de ambos os autores. A série em questão foi lançada em outubro de 2020 na Netflix, estando disponível na plataforma para mais de 100 países. Bom Dia, Verônica permaneceu entre as 10 produções assistidas na Netflix brasileira, além de alcançar o "Top 10" de outros países também. Em novembro do mesmo ano, a Netflix anunciou a produção da segunda temporada. Em março de 2023 foi anunciada a renovação da série para a terceira temporada, com estreia em 14 de fevereiro de 2024.
Em julho de 2023, Raphael Montes se coloca em um novo estilo literário através do seu oitavo livro “A Magia Mortal” pela Editora Companhia das Letras. Nele o autor cria uma história de investigação envolvendo um grupo de amigos e um mágico assassino, sendo um dos livros mais vendidos na Bienal do Rio de Janeiro de 2024  junto de seu outro livro Suicidas.
Em março de 2024, lançou seu nono livro e logo em seguida o filme baseado nesse mesmo livro chamado “Uma Família Feliz” protagonizado por Grazi Massafera e Reynaldo Gianecchini e dirigido José Eduardo Belmonte. O livro foi um dos mais lidos no mês de abril pela Veja e aborda temas como depressão pós parto, acusações e julgamentos externos.

## Obras

### Como escritor
| Ano  | Livro                                           | Editora              | Notas                    |
| ---- | ----------------------------------------------- | -------------------- | ------------------------ |
| 2012 | Suicidas                                        | Companhia das Letras |                          |
| 2014 | Dias Perfeitos                                  | Companhia das Letras | [ 39 ]                   |
| 2015 | O Vilarejo                                      | Companhia das Letras |                          |
| 2016 | Jantar Secreto                                  | Companhia das Letras |                          |
| 2016 | Bom Dia, Verônica                               | Darkside             | Parceria com Ilana Casoy |
| 2019 | Uma Mulher no Escuro                            | Companhia das Letras |                          |
| 2022 | Bom Dia, Verônica                               | Companhia das Letras | Relançamento             |
| 2023 | A Mágica Mortal: Uma aventura do Esquadrão Zero | Seguinte             |                          |
| 2024 | Uma Família Feliz                               | Companhia das Letras |                          |

#### Contos em antologias
- 2009 – "A professora" In: Assassinos S/A
- 2009 – "O amor por Esther" In: Beco do Crime
- 2014 – "A História de George Fullar" In: Rio Noir
- 2016 – "Volnei" In: Heróis urbanos
- 2017 – "O sorriso do homem mau"[nota 1] In: Criaturas e criadores
- 2018 – "Depoimento n" In: Um ótimo dia para morrer
- 2019 – "Você se lembra?" In: A resistência dos vagalumes
- 2020 – "Miséria" In: Antologia Dark

### Como roteirista

#### Televisão
| Ano     | Título            | Notas                   | Adaptação |
| ------- | ----------------- | ----------------------- | --------- |
| 2015    | Espinoza          | Roteirista              | Não       |
| 2015–16 | A Regra do Jogo   | Roteirista colaborador  | Não       |
| 2016    | Supermax          | Roteirista colaborador  | Não       |
| 2020–24 | Bom Dia, Verônica | Criador e Redator Final | Sim       |
| 2023    | Tá Tudo Certo     | Criador e Redator Final | Não       |
| 2025    | Beleza Fatal      | Criador e Redator Final | Não       |
| 2025    | Dias Perfeitos    | Roteirista colaborador  | Sim       |

#### Filmes
| Ano  | Título                                  | Notas |
| ---- | --------------------------------------- | ----- |
| 2018 | Praça Paris                             |       |
| 2021 | A Menina que Matou os Pais              |       |
| 2021 | O Menino que Matou Meus Pais            |       |
| 2023 | A Menina Que Matou os Pais: A Confissão |       |
| 2024 | Uma Família Feliz                       |       |
| 2026 | O Jantar Secreto                        |       |